# Didier Deschamps (chorégraphe)
Pour les articles homonymes, voir Deschamps et Didier Deschamps (homonymie).
Didier Deschamps est un danseur, chorégraphe et pédagogue français né le 7 juin 1954 à Lyon. Après avoir été directeur du Centre chorégraphique national – Ballet de Lorraine à Nancy jusqu'en juillet 2011, il assure la direction du Théâtre national de Chaillot de 2011 à 2020.

## Biographie
Didier Deschamps est formé à la danse à Lyon notamment auprès de Michel Hallet Eghayan, puis à Paris au Centre international de danse. Il étudie ensuite à New York au sein du studio de Merce Cunningham. Didier Deschamps est dans un premier temps interprète dans des compagnies nationales et internationales, notamment dans celle de Régine Chopinot, puis à partir de 1972 aux États-Unis au Hawaï Dance Theatre (Compagnie José Limón et Doris Humphrey).
Contribuant au développement de la nouvelle danse française, il crée sa propre compagnie et chorégraphie notamment pour Régine Chopinot, le Centre national de danse contemporaine d’Angers, le Conservatoire national supérieur de musique et de danse de Lyon, et pour des compagnies résidant à Copenhague et Londres.
Parallèlement, Didier Deschamps se consacre à l'enseignement de la danse et intervient dans de nombreuses compagnies comme celle de Régine Chopinot, à la Ménagerie de verre à Paris puis à l’étranger, avant d'être nommé en 1983 directeur des études du Centre national de danse contemporaine d'Angers, alors sous la direction de Viola Farber. De 1984 à 1990, durant six ans, il devient directeur du département des études chorégraphiques du Conservatoire national supérieur de musique et de danse de Lyon.
Dès 1990, il rejoint l'administration ministérielle en travaillant d'abord à l'inspection de la danse. Il est ensuite nommé Inspecteur général de la danse par Jack Lang en 1992, puis Délégué à la danse par Philippe Douste-Blazy en 1995, et enfin en 1998 Conseiller pour la danse auprès de Dominique Wallon, alors à la tête de la Direction de la Musique, de la Danse, du Théâtre et des Spectacles (DMDTS).
Le 1er juillet 2000, il est nommé directeur du Centre chorégraphique national – Ballet de Lorraine, succédant ainsi à Pierre Lacotte qui dirigeait ce centre depuis 1991. En juillet 2011, il est nommé à la direction du Théâtre national de Chaillot qu'il assure jusqu'en avril 2021, poste auquel lui succède Rachid Ouramdane.

## Chorégraphies principales
- Hymnen : chorégraphie de Didier Deschamps et Lia Rodrigues, avec la collaboration de Gérard Fromanger. Basée sur une musique de Karlheinz Stockhausen reposant sur différents hymnes nationaux, cette pièce chorégraphique aborde les thèmes du patriotisme, de la discrimination et du nomadisme.

## Décorations
- Chevalier dans l'Ordre national de la Légion d'honneur (31 décembre 2015[4])
- Chevalier dans l’Ordre national du Mérite
- Commandeur dans l'Ordre des Arts et des Lettres